# بزرگ‌راه ۴۰۹ انتاریو
بزرگ‌راه ۴۰۹ انتاریو (انگلیسی: Ontario Highway 409) بزرگراهی از بزرگراه‌های سری ۴۰۰ در استان انتاریو کانادا است که که از بزرگ‌راه ۴۰۱ انتاریو در تورنتو تا فرودگاه بین‌المللی پیرسون تورنتو، غرب بزرگ‌راه ۴۲۷ انتاریو در میسیساگا گسترش می‌یابد.